# Fonni
Fonni é uma comuna italiana da região da Sardenha, província de Nuoro, com cerca de 4.367 habitantes. Estende-se por uma área de 112 km², tendo uma densidade populacional de 39 hab/km². Faz fronteira com Desulo, Gavoi, Lodine, Mamoiada, Orgosolo, Ovodda, Villagrande Strisaili.

## Demografia
| Variação demográfica do município entre 1861 e 2011                               |
|                                                                                   |
| Fonte: Istituto Nazionale di Statistica (ISTAT) - Elaboração gráfica da Wikipedia |